# ميشيل ميرفي
ميشيل ميرفي هي فيلسوفة وبروفيسورة كندية، ولدت في 1969 في وينيبيغ في كندا.